# Osca
Osca (лат.) — род слепней из подсемейства Pangoniinae, распространённый в Южной Америке.

## Внешнее строение
Мухи длиной дела от 11 до 19 мм, напоминают шмелей. Глаза в волосках. У самок они разделены лбом. Лоб у самок очень узкий, обычно с параллельными сторонами. Изредка в вверху или в низу лоб может быть расходящийся. Глаза у самцов соприкасаются, с немного расширенными верхними фасетками. Лобный треугольник слегка выпуклый, но отчетливо не отделен от лба. Брюшко широкое продолговатое. Ноги длинные и толстые. От близкого рода Apocampta отличается меньшим развитием рисунка на крыльях и отчетливо сплюснутым брюшком с полосами волосков по бокам.
Преимагинальные стадии описаны у вида Osca lata. Личинка серо-коричневая, первый и последний сегменты слегка светлее. В вытянутом состоянии её длина составляет 33-38 мм. Куколка желтовато-коричневая, её максимальная длина 22 мм.

## Биология
Самки питаются кровью. В питании имаго заметную роль играет нектар растений. Биология личинок и куколок изучена у Osca lata. Они развиваются близи от разлагающихся стволов деревьев и корней трав. Продолжительность развития составляет 2—3 года.

## Классификация
В состав рода включают 11 видов. Первоначально рассматривался как подрод рода Scaptia, но в 2014 году австралийский диптеролог Брайан Лессард его в отдельный род.
- Osca abdominosa (Philip, 1969)
- Osca albithorax (Macquart, 1838)
- Osca aureonigra Kröber, 1931
- Osca aureopygia (Philip, 1969)
- Osca collaris (Philippi, 1865)
- Osca lata (Guérin-Méneville, 1835)
- Osca rubriventris Kröber, 1930
- Osca rufa (Macquart, 1838)
- Osca sublata (Philip, 1969)
- Osca varia (Walker, 1848)
- Osca nigribella (Wilkerson, 1984)

## Распространение
Представители рода встречаются в умеренных и высокогорных районах Анд, в пределах от Боливии и Перу на севере до Аргентины и Чили на юге.